# Platychelus lupinus
Platychelus lupinus är en skalbaggsart som beskrevs av Hermann Burmeister 1844. Platychelus lupinus ingår i släktet Platychelus och familjen Melolonthidae. Inga underarter finns listade i Catalogue of Life.